# Uhorniki (rejon kołomyjski)
Uhorniki (ukr. Угорники) – wieś na Ukrainie w rejonie kołomyjskim obwodu iwanofrankiwskiego.
W II Rzeczypospolitej miejscowość była początkowo samodzielną gminą jednostkową województwa stanisławowskiego. W 1934 roku weszła w skład zbiorowej gminy Otynia w powiecie tłumackim.
Wieś liczy 2660 mieszkańców.
We wsi urodził się Stepan Wytwycki herbu Sas (1884–1965) – ukraiński polityk, dziennikarz, członek rządu ZURL, poseł na Sejm IV i V kadencji w II RP, prezydent Ukraińskiej Republiki Ludowej na emigracji. Doktor praw, członek Towarzystwa Naukowego im. Szewczenki.